# Karbolszagú csiperke
A karbolszagú csiperke (Agaricus xanthodermus) a csiperkefélék családjába tartozó, kertekben, parkokban termő,  mérgező, kellemetlen szagú gombafaj.

## Megjelenése
A karbolszagú csiperke kalapjának átmérője 8-10 (max. 14) cm, alakja fiatalon félgömb vagy lekerekített trapéz ami később kiterül, a közepe lehet kissé bemélyedő. Felszíne sima. Színe fehéres, a közepe néha füstbarna lehet. A kalapbőr sérülésre sárgul. Húsa vastag, fehér, vágásra gyorsan megsárgul, majd idővel barnul. Szaga kellemetlen fenol- vagy tintaszerű, ami főzéssel csak erősödik.
Sűrűn, szabadon álló lemezei kezdetben fehéresek, amelyek hamar rózsaszínre, majd a spórák érésével sötétbarnára színeződnek. Spórapora sötét csokoládébarna. Spórái 4,5-6 x 3-4,5 mikrométeresek, oválisak-tojásdadok, sima felületűek.
Karcsú, hengeres tönkje 8–12 cm magas és max. 2 cm vastag. Töve gumós; fehér, hártyás gallérja van. Színe fehér; sérülésre főleg a gumó élénk krómsárgára színeződik és erős vegyszerszagot áraszt.

### Hasonló fajok
Más hasonló vegyszerszagú és sárguló csiperkékkel (tintaszagú csiperke, fenolszagú csiperke) téveszthető össze, de azok is mérgezőek. Külsőleg hasonlít az ehető csiperkékre, de sárguló húsa és szaga alapján jól megkülönböztethető.

## Elterjedése és élőhelye
Európában (Skandináviától a Mediterráneumig) és Észak-Amerikában honos. Ausztráliában behurcolt faj. Magyarországon helyenként gyakori lehet. Parkokban, kertekben, réten, erdőben fordul elő. Júniustól októberig terem.
Mérgező. A legtöbb embernél gyomorpanaszokat okoz, bár egy részük következmények nélkül fogyaszthatja; szaga miatt azonban akkor sem ajánlott.

## Kapcsolódó cikkek

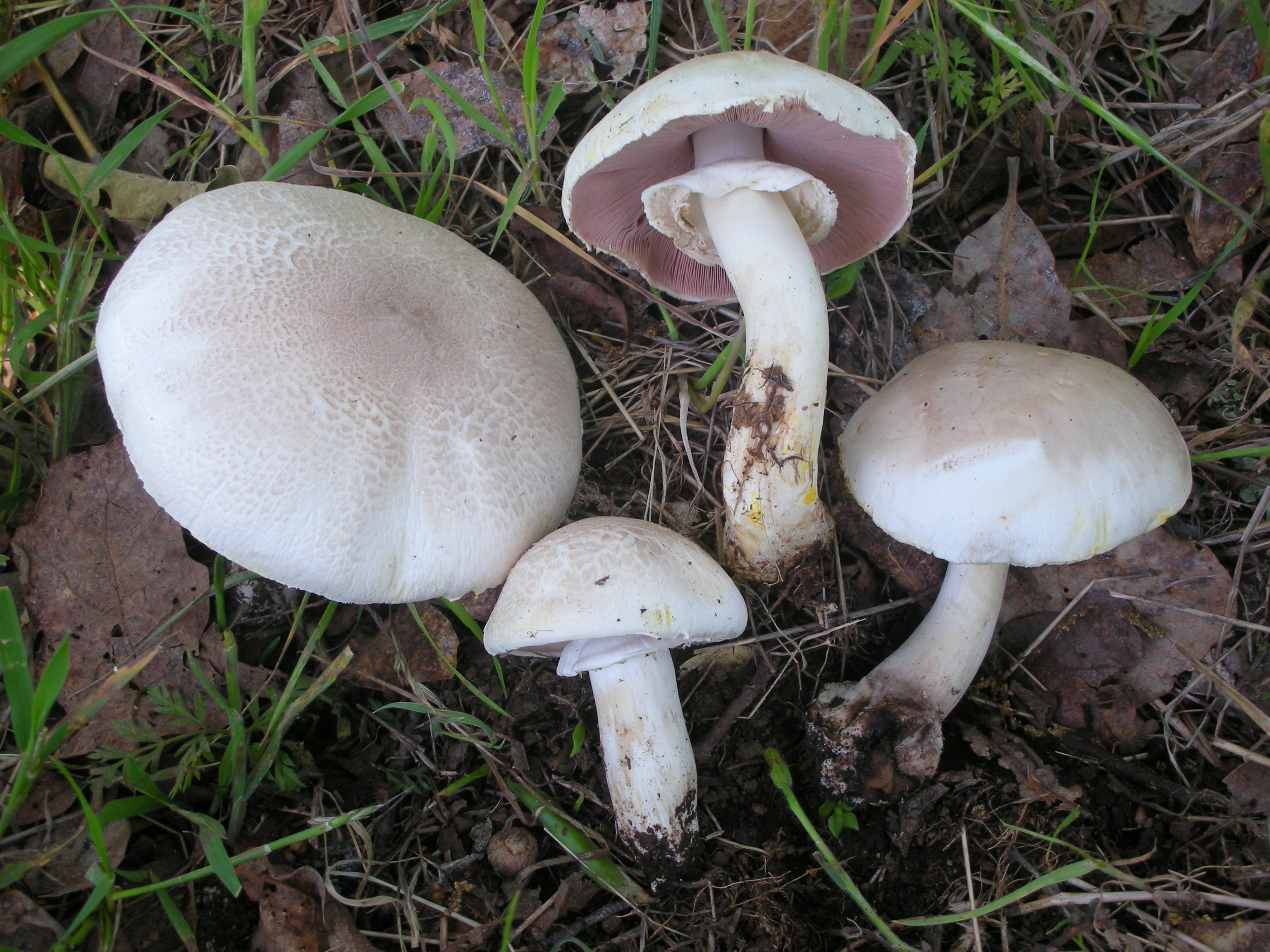
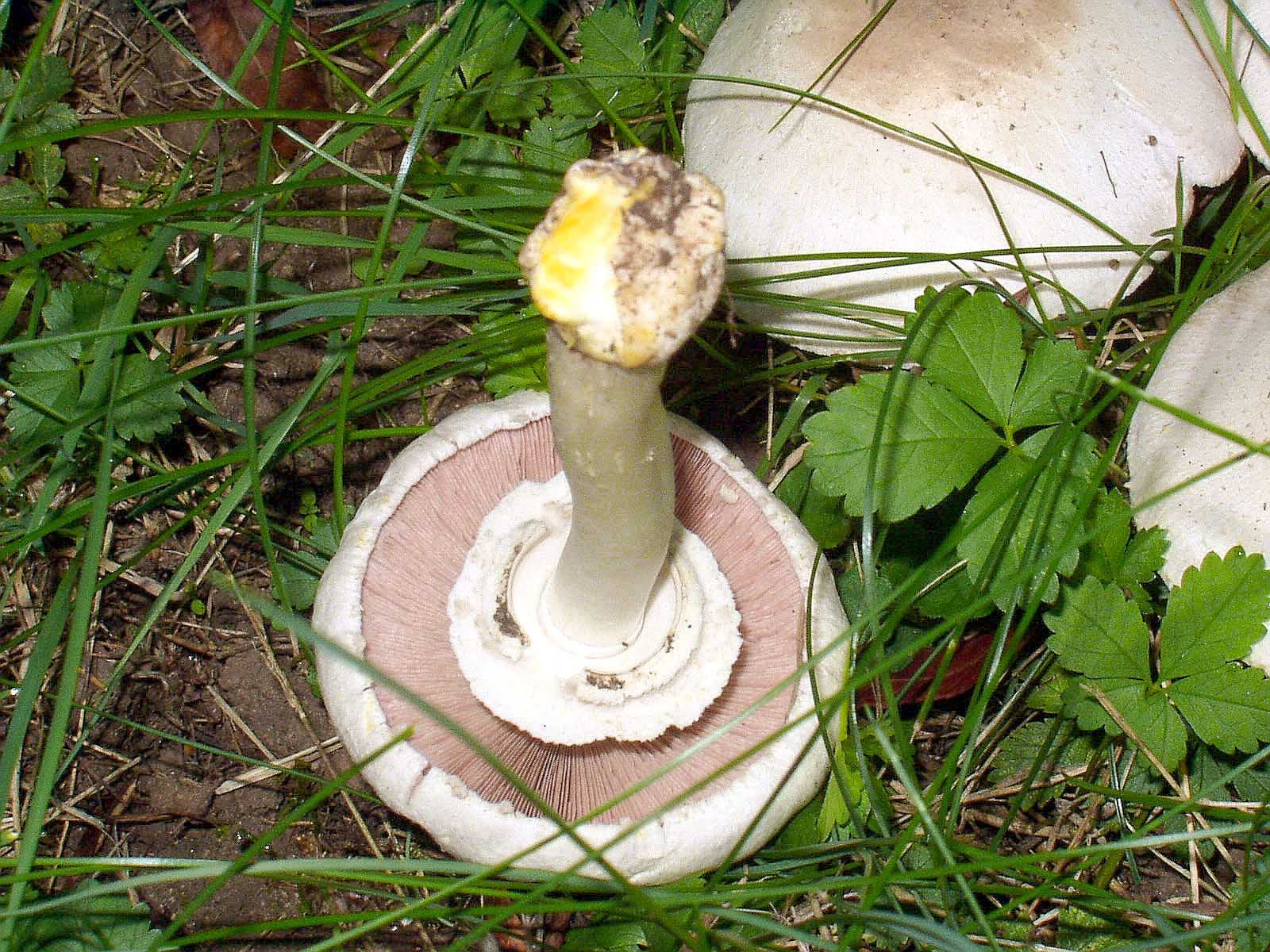
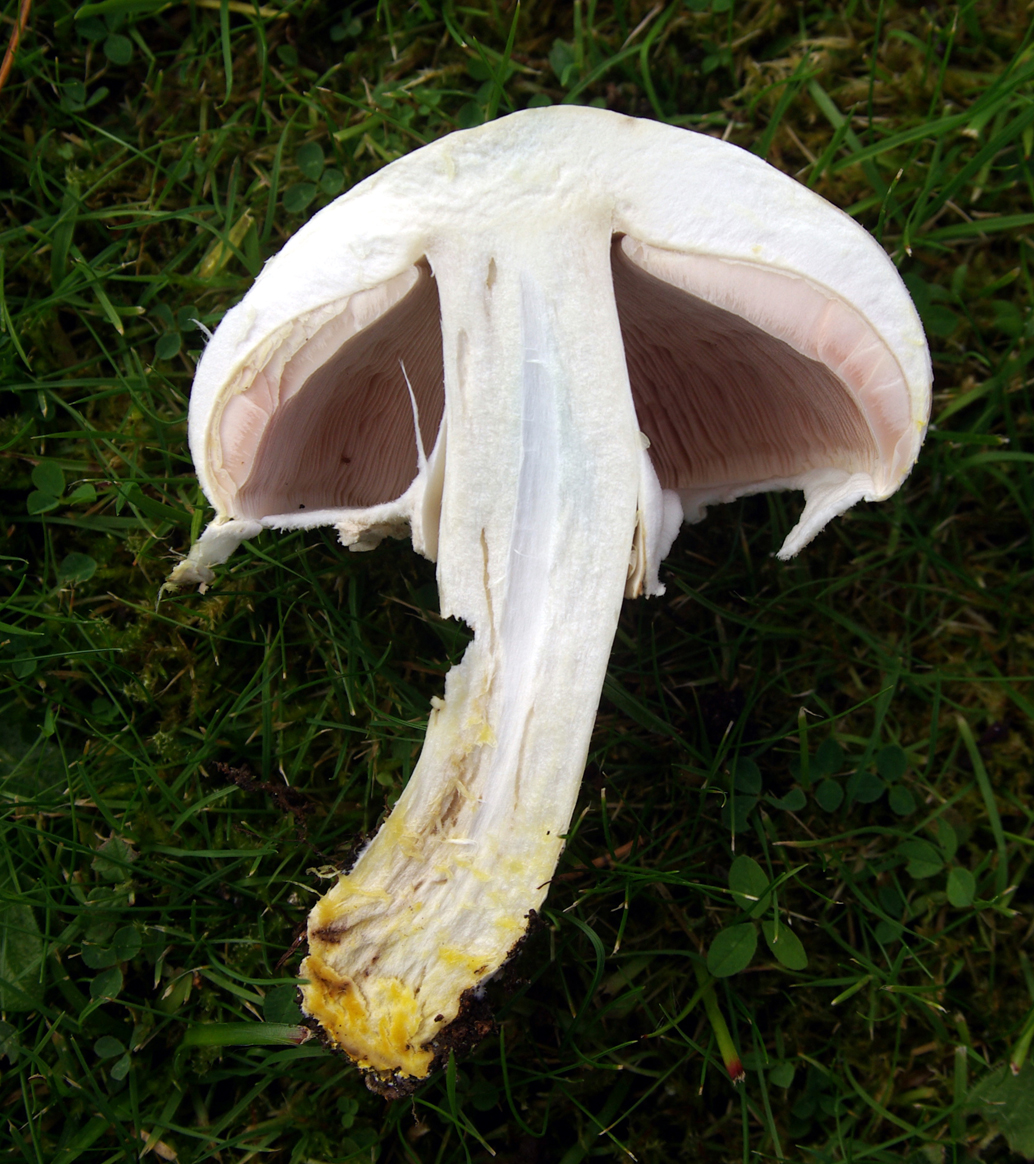
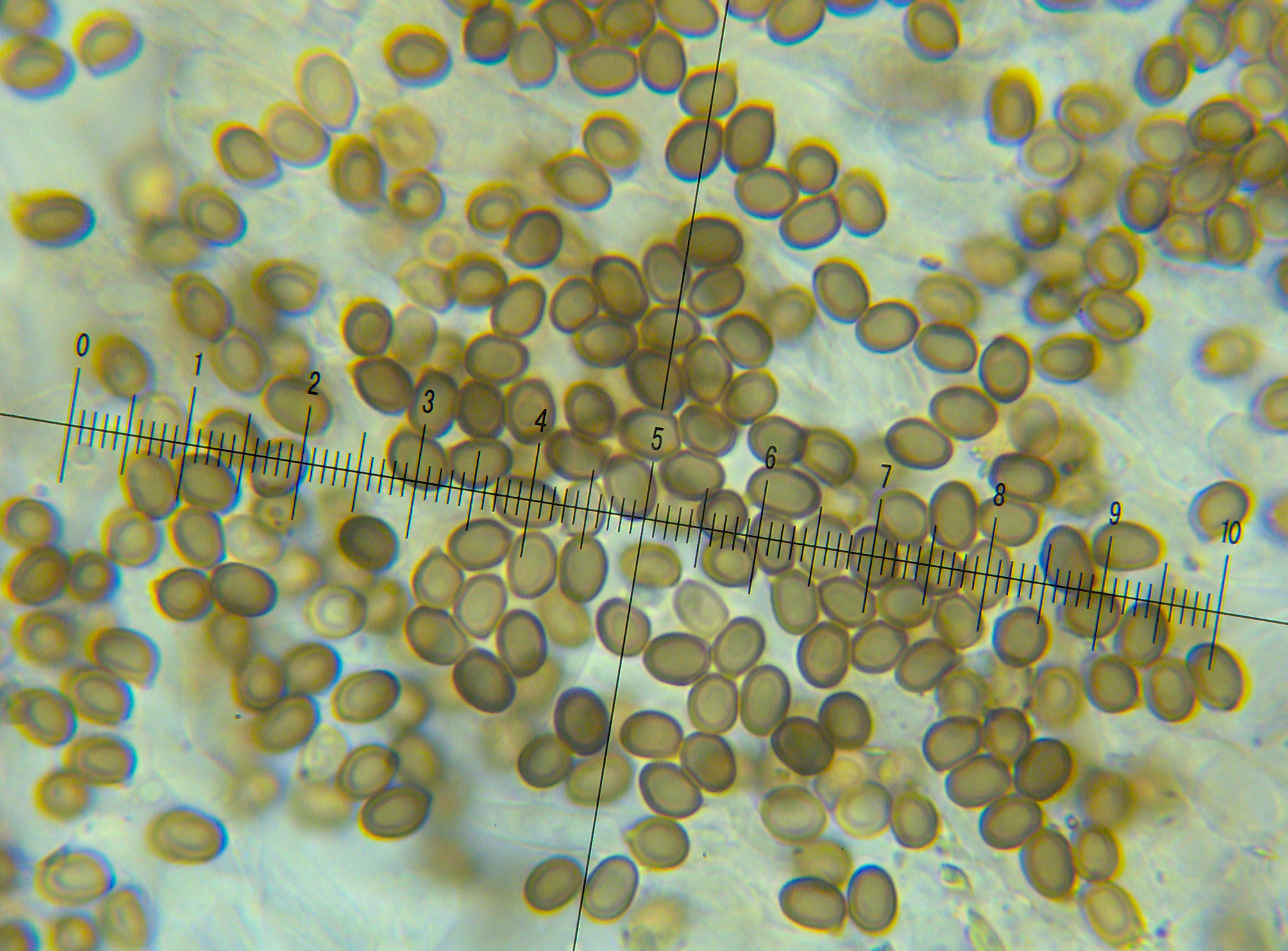
Spórái